# Yli-Jänkkäjärvi
Yli-Jänkkäjärvi är en sjö i Gällivare kommun i Lappland och ingår i Kalixälvens huvudavrinningsområde. Yli-Jänkkäjärvi ligger i Lina fjällurskog Natura 2000-område.